# Janusz Kazimierz Grodecki
Janusz Kazimierz Grodecki (ur. 22 lipca 1923 w Warszawie, zm. 20 maja 2006 w Leicester, Wielka Brytania) – polski prawnik, od lat 40. XX wieku mieszkający w Wielkiej Brytanii, profesor prawa.

## Życiorys

### Młodość
Urodził się w Warszawie jako syn Józefa i Ireny Jakubskiej. Był uczniem gimnazjum im. Adama Mickiewicza w Warszawie, gdzie przed wybuchem II wojny światowej zrobił „małą maturę”.

### II wojna światowa
W 1939 r. wraz z matką i jej drugim mężem, Mieczysławem Biesiekierskim, uszedł z Polski do Francji.
W Polskim Liceum w Villard-de-Lans koło Grenoble zdał w 1941 r. maturę i wstąpił na Wydział Prawa tamtejszego uniwersytetu. W 1943 r. poprzez Pireneje i Hiszpanię przedostał się do Wielkiej Brytanii. Tam wstąpił do wojska do 1. Dywizji Pancernej gen. Stanisława Maczka, ukończył ostatni (szósty) kurs Szkoły Podchorążych Artylerii. Następnie został odkomenderowany na Polski Wydział Prawa przy Uniwersytecie w Oxford, w którym studiował w latach 1944–1946.

### Okres powojenny
W latach 1946–1949 kontynuował studia w Magdalen College w Uniwersytecie w Oksfordzie. W tym czasie poślubił Dorothy Mary Vernon, Angielkę, nauczycielkę historii. W 1952 zdał egzamin adwokacki.
W 1949 został asystentem na Wydziale prawa Uniwersytetu w Birmingham, następnie wyjechał do Bristolu, gdzie w latach 1950–1965 na tamtejszym uniwersytecie został wykładowcą, a następnie docentem. W 1965 uzyskał tytuł profesora prawa i powierzono mu organizację Wydziału Prawa na Uniwersytecie w Leicester. Został dziekanem Wydziału Prawa tego uniwersytetu. Funkcję tę pełnił dwukrotnie w latach 1965–1973 i 1976-1983. W latach zaś 1973-1976 był prorektorem tej uczelni.
Był współinicjatorem założenia Brytyjskiego Ośrodka Studiów Prawa przy UW, jednocześnie prowadząc na nim wykłady, za co został wyróżniony Medalem za Zasługi dla Uniwersytetu Warszawskiego.
Był członkiem m.in.:
- Society of Public Teachers of Law (w latach 1981–1982 – prezes)
- Unidet Kingdom Counell of Comparative Law (w latach 1984–1987 – przewodniczący)
- Comittee of Heads of University Law Schools (w latach 1980–1981 – przewodniczący)
- Towarzystwa Historyczno-Literackiego w Paryżu 1950.

Autor licznych artykułów i rozpraw naukowych oraz książek “Intertemporal conficts of law” 1976”. Changing law (współautor) 1990.
Zmarł 20 maja 2006 r. w Leicester.

## Tytuły i odznaczenia
Otrzymane tytuły honorowe:
- Senior Demy Magdalen College 1949,
- Honorary Sencher Lincoln s Inn 1985

Otrzymane odznaczenia:
- Krzyż Kawalerski Orderu Zasługi RP
- Order Imperium Brytyjskiego (oficerski)
- Order Palm Akademickich (kawalerski i oficerski)
- Medal za zasługi dla Uniwersytetu Warszawskiego.